# Barbentane
Barbentane é uma comuna francesa na região administrativa da Provença-Alpes-Costa Azul, no departamento de Bouches-du-Rhône. Estende-se por uma área de 27,13 km². Em 2010 a comuna tinha 4 341 habitantes (densidade: 160 hab./km²).